# Tramitichromis lituris
Tramitichromis lituris és una espècie de peix de la família dels cíclids i de l'ordre dels perciformes.

## Morfologia
- Els mascles poden assolir 16,8 cm de longitud total.[1][2]

## Alimentació
Menja larves d'insectes i d'altres invertebrats tous.

## Hàbitat
És una espècie de clima tropical.

## Distribució geogràfica
Es troba a Àfrica: llac Malawi.